# 破天荒遊戲
《破天荒遊戲》（日语：破天荒遊戯）是日本漫畫家遠藤海成的日本漫畫作品。於漫畫雜誌《月刊GFantasy》（艾尼克斯）1999年12月號開始連載。發行3卷單行本之後，於2002年移籍至《Comic ZERO-SUM》（一迅社）8月號上繼續連載。並將之前發行的單行本再版。目前單行本共20卷。

## 故事簡介
突然被父親趕出家裡的少女「拉瑟爾」，遇到了一位叫做「亞爾賽德」的青年。亞爾賽德旅行的目的是為了尋找殺父仇人。拉瑟爾覺得這樣的人生太過黑暗，於是便宣戰「你那無趣又『黑白』的人生，我要讓它變得有趣而且是彩色的！」於是，懷著不同目的的兩個人，便開始一起旅行。

## 主要人物
拉賽爾（拉瑟西亞．蘿絲）　配音員：小林沙苗
女主角。生日為3月21日。連載一開始的時候是14歲，在連載到第58話的時候因為過生日所以是15歲。原本設定身高152公分，體重39公斤，後來發現還是太瘦，於是改成48公斤。
在父親（養父）的突發奇想下，被趕出家裏出去旅行。個性非常天真爛漫，率真。雖然喜歡吐槽，但是實際上是非常關心對方。漫畫中少數會魔法的人，但是肉搏戰也沒問題。是個大路癡。
外表是少見的黑頭髮藍眼睛，但是這跟亞爾賽德的殺父仇人是一樣的外表。所以亞爾賽德一開始並沒有說出來。
亞爾賽德　配音員：櫻井孝宏
因為父親被殺，所以出來尋找殺父仇人。24歲。身高為182，體重62公斤。外表是明顯的銀色頭髮和紅眼睛，白皮膚的白子。
性格冷淡，其實關心著同伴，擁有冷靜的思考，經常扮演吐槽的角色。
也會魔法，而且是瞬間移動和治療方面的魔法。喜歡睡懶覺，一到晚上就想睡。非常喜歡吃甜的東西，有偏食的問題。非常擅長紙牌遊戲。
巴羅庫希特 　配音員：三木真一郎
亞爾賽德的老朋友，以前是在軍中認識的。咖啡色的頭髮藍眼睛。生日為8月6日。自稱28歲，實際年齡不知。身高181公分，體重75公斤。
原本是在工作中遇到了拉瑟爾兩人，後來工作結束後，宣稱「監視拉瑟爾和亞爾賽德」而與兩人一同旅行。
右手背有一個蝴蝶的刺青，戰鬥時可以變成劍。喜歡搭訕和性騷擾女性(特別是拉瑟爾)。但是卻意外地跟拉瑟爾很親密，知道拉瑟爾很多秘密。

## 出版書籍
舊版單行本
| 卷數 | ENIX          | ENIX               | 東立出版社    | 東立出版社         |
| 卷數 | 發售日期      | ISBN               | 發售日期      | ISBN               |
| ---- | ------------- | ------------------ | ------------- | ------------------ |
| 1    | 2000年7月27日 | ISBN 4-7575-0283-4 | 2002年5月25日 | ISBN 986-11-0309-0 |
| 2    | 2001年4月27日 | ISBN 4-7575-0445-4 | 2002年9月10日 | ISBN 986-11-1211-1 |
| 3    | 2002年1月26日 | ISBN 4-7575-0626-0 | 2002年9月25日 | ISBN 986-11-1212-X |

單行本
| 卷數 | 一迅社         | 一迅社                                                  | 東立出版社    | 東立出版社             |
| 卷數 | 發售日期       | ISBN                                                    | 發售日期      | ISBN                   |
| ---- | -------------- | ------------------------------------------------------- | ------------- | ---------------------- |
| 1    | 2002年8月26日  | ISBN 978-4-7580-5004-3                                  | 2011年7月22日 | ISBN 978-986-10-7086-5 |
| 2    | 2002年8月26日  | ISBN 978-4-7580-5005-0                                  | 2011年7月22日 | ISBN 978-986-10-7087-2 |
| 3    | 2002年8月26日  | ISBN 978-4-7580-5006-7                                  | 2012年1月2日  | ISBN 978-986-10-7088-9 |
| 4    | 2003年2月25日  | ISBN 978-4-7580-5013-5 ISBN 978-4-7580-5014-2（限定版） | 2012年1月12日 | ISBN 978-986-10-7089-6 |
| 5    | 2003年9月25日  | ISBN 978-4-7580-5047-0                                  | 2012年2月13日 | ISBN 978-986-10-7090-2 |
| 6    | 2004年4月24日  | ISBN 978-4-7580-5068-5                                  | 2012年4月2日  | ISBN 978-986-10-7091-9 |
| 7    | 2004年11月25日 | ISBN 978-4-7580-5101-9 ISBN 978-4-7580-5102-6（限定版） | 2012年5月3日  | ISBN 978-986-10-7092-6 |
| 8    | 2005年7月25日  | ISBN 978-4-7580-5157-6                                  | 2012年6月4日  | ISBN 978-986-10-7093-3 |
| 9    | 2007年3月24日  | ISBN 978-4-7580-5206-1                                  | 2012年7月5日  | ISBN 978-986-10-7094-0 |
| 10   | 2007年12月25日 | ISBN 978-4-7580-5323-5                                  | 2012年8月6日  | ISBN 978-986-10-7095-7 |
| 11   | 2009年1月24日  | ISBN 978-4-7580-5389-1                                  | 2012年9月6日  | ISBN 978-986-10-7096-4 |
| 12   | 2010年5月25日  | ISBN 978-4-7580-5509-3                                  | 2013年8月8日  | ISBN 978-986-10-9659-9 |
| 13   | 2012年3月24日  | ISBN 978-4-7580-5697-7                                  | 2013年9月9日  | ISBN 978-986-10-9660-5 |
| 14   | 2014年5月24日  | ISBN 978-4-7580-5924-4                                  |               |                        |
| 15   | 2015年2月25日  | ISBN 978-4-7580-3025-0                                  |               |                        |
| 16   | 2015年8月25日  | ISBN 978-4-7580-3105-9                                  |               |                        |
| 17   | 2016年3月25日  | ISBN 978-4-7580-3174-5                                  |               |                        |
| 18   | 2017年4月25日  | ISBN 978-4-7580-3272-8                                  |               |                        |
| 19   | 2017年11月25日 | ISBN 978-4-7580-3323-7                                  |               |                        |
| 20   | 2018年10月25日 | ISBN 978-4-7580-3395-4                                  |               |                        |

### 相關書籍
漫畫精選集
- ：2008年2月25日發售、ISBN 978-4-7580-5337-2

插畫集
- ：2008年4月25日發售、ISBN 978-4-7580-5342-6

## 廣播劇CD
- 破天荒遊戯 （收錄原作：第1幕 - 第5幕的集數）
- 破天荒遊戯 ゆくさきをしらない （收錄原作：第6幕 - 第10幕的集數）
- 破天荒遊戯 てのひらのたいよう （收錄原作：第12幕 - 第15幕的集數）
- 破天荒遊戯 ほんとうにあったこわいおはなし （Comic ZERO-SUM 2008年4月號附錄）
- 電視動畫「破天荒遊戯」廣播劇CD 第1卷 断罪の緋き花よ咲け

## 電視動畫
KBS京都從2008年1月4日開始播放，全10話。

### 製作團隊
- 原作、服裝設計、脚本協力（第5-10話） - 遠藤海成
- 監督 - 高本宣弘
- 系列構成 - 今川泰宏
- 人物設計、總作畫監督 - 小林利充
- 美術監督 - 小山俊久
- 色彩設計 - 北爪英子
- 攝影監督 - 近藤慎与
- 編輯 - 松村正宏
- 音響監督 - 岩浪美和
- 音樂 - ZIZZ STUDIO
- 製作人 - シバタミツテル、大森啓幸、岡村武真
- 動畫製作人 - 浦崎宣光
- 動畫製作 - STUDIO DEEN
- 製作 - 「破天荒遊戯」製作委員会

### 主題曲
片頭曲《Heartbreaking Romance》
作詞 - 江幡育子 / 作曲、編曲 - 大山曜 / 歌 - 伊藤香奈子
片尾曲《手の中の永遠》
作詞 - 石川智晶 / 作曲 - Jin Nakamura / 編曲 - 森英治 / 歌 - 引田香織
插入曲《Take you as you are》（第10話）
作詞 - 江幡育子 / 作曲・編曲 - 大山曜 / 歌 - 伊藤香奈子

### 各話列表
| 話數   | 日文標題 | 中文標題           | 腳本              | 分鏡     | 演出     | 作畫監督            |
| ------ | -------- | ------------------ | ----------------- | -------- | -------- | ------------------- |
| 第1幕  |          | 永恆的燈火         | 今川泰宏          | 高本宣弘 | 高本宣弘 | 浅井昭人            |
| 第2幕  |          | 傷後邊的傷         | 今川泰宏          | 石井久志 | 石井久志 | 八尋裕子            |
| 第3幕  |          | 如此細微的搖籃曲   | 今川泰宏          | 高本宣弘 | 小倉宏文 | 高橋敦子            |
| 第4幕  |          | 禁觸樂團           | 今川泰宏          | 小林浩輔 | 小林浩輔 | 小澤円              |
| 第5幕  |          | 手掌中的太陽・前篇 | 今川泰宏          | 誌村宏明 | 丸山由太 | 近藤源一郎 中島美子 |
| 第6幕  |          | 手掌中的太陽・後篇 | 今川泰宏          | 池田邦光 | 土屋浩幸 | 浅井昭人            |
| 第7幕  |          | 花開之後           | 今川泰宏          | 石井久志 | 石井久志 | 八尋裕子            |
| 第8幕  |          | 不知去向何方・前篇 | 今川泰宏          | 神谷純   | 高本宣弘 | 飯飼一幸            |
| 第9幕  |          | 不知去向何方・後篇 | 今川泰宏          | 柳澤哲也 | 小林浩輔 | 藤井まき            |
| 第10幕 |          | 贈送你             | 今川泰宏 遠藤海成 | 高本宣弘 | 高本宣弘 | 小林利充            |

### 播放電視台
| 播放地區   | 播放電視台   | 播放日期                | 播放時間             | 聯播網         | 備註   |
| ---------- | ------------ | ----------------------- | -------------------- | -------------- | ------ |
| 京都府     | KBS京都      | 2008年1月4日 - 3月7日   | 星期五 26:30 - 27:00 | 獨立UHF局      |        |
| 神奈川縣   | tvk          | 2008年1月5日 - 3月8日   | 星期六 25:30 - 26:00 | 獨立UHF局      |        |
| 埼玉縣     | 埼玉電視台   | 2008年1月7日 - 3月10日  | 星期一 25:30 - 26:00 | 獨立UHF局      |        |
| 千葉縣     | 千葉電視台   | 2008年1月7日 - 3月10日  | 星期一 26:10 - 26:40 | 獨立UHF局      |        |
| 兵庫縣     | SUN電視台    | 2008年1月7日 - 3月10日  | 星期一 26:10 - 26:40 | 獨立UHF局      |        |
| 中京廣域圈 | 名古屋電視台 | 2008年1月11日 - 3月14日 | 星期五 27:15 - 27:45 | 朝日電視台系列 |        |
| 日本全國   | AT-X         | 2008年2月8日 - 4月11日  | 星期五 9:00 - 9:30   | 付費電視       | 有重播 |

### DVD
| 冊數  | !發售日期     | 產品編號  | 收錄話數      |
| ----- | ------------- | --------- | ------------- |
| 第1卷 | 2008年3月21日 | FCBC-0105 | 第1幕、第2幕  |
| 第2卷 | 2008年4月23日 | FCBC-0106 | 第3幕、第4幕  |
| 第3卷 | 2008年5月23日 | FCBC-0107 | 第5幕、第6幕  |
| 第4卷 | 2008年6月25日 | FCBC-0108 | 第7幕、第8幕  |
| 第5卷 | 2008年7月25日 | FCBC-0109 | 第9幕、第10幕 |

## 網路廣播劇
《破天荒Radio》
- 配信網站：Animate TV
- 配信期間：2007年12月6日 - 2008年3月27日
- 配信日：每週四更新
- 主持人：小林沙苗（飾演拉賽爾）、三木眞一郎（飾演巴羅庫希特）

## 外部連結
- 破天荒遊戯 （页面存档备份，存于） - 電視動畫官方網站
- 破天荒遊戯アニメ化特設ページ （页面存档备份，存于） - 一迅社官方網站
- 破天荒Radio （页面存档备份，存于） - Animate TV官方網站
- ジャンクハニィ （页面存档备份，存于） - 作者網站